# Вакканай
45°24′ пн. ш. 141°42′ сх. д. / 45.400° пн. ш. 141.700° сх. д.
Ваккана́й (яп. 稚内市, わっかないし, МФА: [wakanai̯ ɕi̥]) — місто в Японії, в окрузі Соя префектури Хоккайдо.

## Короткі відомості
Розташоване на північному краю префектури, на берегах протоки Соя. Місцезнаходження мису Носяппу та найпівнічнішої точки Японського архіпелагу — мису Соя. Центр рибальства, вилову крабів, ламінарій та мушлевих. Станом на 1 жовтня 2008 року площа міста становила 760,83 км². Станом на 31 березня 2017 населення міста становило 35 051 осіб.

## Клімат
Місто знаходиться у зоні, котра характеризується вологим континентальним кліматом з теплим літом. Найтепліший місяць — серпень із середньою температурою 20 °C (68 °F). Найхолодніший місяць — січень, із середньою температурою -5 °С (23 °F).
| Клімат Вакканая         | Клімат Вакканая | Клімат Вакканая | Клімат Вакканая | Клімат Вакканая | Клімат Вакканая | Клімат Вакканая | Клімат Вакканая | Клімат Вакканая | Клімат Вакканая | Клімат Вакканая | Клімат Вакканая | Клімат Вакканая | Клімат Вакканая |
| Показник                | Січ.            | Лют.            | Бер.            | Квіт.           | Трав.           | Черв.           | Лип.            | Серп.           | Вер.            | Жовт.           | Лист.           | Груд.           | Рік             |
| Середній максимум, °C   | −3              | −3              | 0               | 6               | 11              | 15              | 19              | 21              | 18              | 12              | 5               | 0               | 8               |
| Середня температура, °C | −5              | −5              | −1              | 4               | 8               | 12              | 17              | 20              | 16              | 10              | 3               | −1              | 6               |
| Середній мінімум, °C    | −6              | −7              | −3              | 2               | 6               | 10              | 15              | 17              | 14              | 8               | 1               | −3              | 4               |
| Норма опадів, мм        | 100             | 60              | 50              | 50              | 70              | 60              | 100             | 110             | 130             | 120             | 120             | 110             | 1140            |
| ----------------------- | --------------- | --------------- | --------------- | --------------- | --------------- | --------------- | --------------- | --------------- | --------------- | --------------- | --------------- | --------------- | --------------- |
| Джерело: Weatherbase    |                 |                 |                 |                 |                 |                 |                 |                 |                 |                 |                 |                 |                 |

## Транспорт
- Аеропорт Вакканай